# 二十日鼠と人間
『二十日鼠と人間』（はつかねずみとにんげん、Of Mice and Men）は、1937年に出版されたジョン・スタインベックの小説。世界大恐慌時のカリフォルニア州が舞台で、2人の出稼ぎ労働者ジョージとレニーの悲劇の物語である。題名は、スコットランドの詩人ロバート・バーンズの「To a Mouse」という詩から引用されている。

## 概要
『二十日鼠と人間』は、スタインベック自身の季節労働者としての経験がベースとなっていて、物語の舞台はカリフォルニア州ソレダードから少し離れた大農場である。著者はこの作品を、演劇を意識した初の作品として位置づけている。また当初、スタインベックはこの物語のタイトルを「Something That Happened」としていたが、バーンズの1785年に発表された「巣を農夫の鋤で破壊されたねずみ」の悲劇をうたった詩「To a Mouse」に感化され、この詩の一節をタイトルとした。

## ストーリー
1930年代、 大恐慌時代のカリフォルニア州。いつか自分たちの農場を持つという夢を持つ移動労働者、ジョージとレニーはいつも一緒に行動している。しかし、頭の回転が悪い大男のレニーがいつも問題を起こすため1つの場に居つくことができず、数々の農場を渡り歩く羽目になる。
そんな2人がたどり着いた新たな働き口で、働き者で賢いスリム、農場主の息子のカーリー、若さと美貌を兼ね備えるカーリーの妻、下品で無神経なカールソン、多額の貯金を持つ片手が無く孤独な老人キャンディ、黒人であるがために賢くとも馬小屋に住まわされているクルックス等に出会い、生活を共にしてゆく。
ジョージはいつもレニーに彼の夢を語っていた。そしてある日、キャンディの右手を失った際の資産によって、ジョージとレニーの夢が現実味を増す。しかし夢の実現を前に、2人に悲劇が訪れる。この時代の貧しい労働者たちの境遇と、レニーの無邪気さが物語の中心に据えられている。

## 登場人物
ジョージ・ミルトン (George Milton)
小柄で頭の回転の速い季節労働者。2人の主人公の1人。レニーの伯母クララから知能の低い甥レニーの面倒を見るように頼まれる。レニーの親友、一番の理解者でありレニーとともに自分たちの農場を買うという夢を持つ反面、レニーのいない自由な生活を夢見る。
レニー・スモール (Lennie Small)
名前に反する巨大な体と子供と同程度の知能を持ち合わせた男で、ジョージとともに旅をする労働者。小動物の毛皮などやわらかいものをなでるのをひどく好むが、その強大な力ゆえなでていた動物をいつも殺してしまう。夢はジョージと共に牧場を手に入れ、そこでウサギをたくさん飼育すること。
カーリー (Curley)
ボスの息子でボクシングの元ライト級準優勝者。気が短く、小男ならではのコンプレックスをレニーにぶつける。ジョージたちの来る2週間前に嫁をもらった。
キャンディー (Candy)
右手首から先の無い老人。老犬を飼っているが、周りからは良い顔をされない。
スミッティー (Smitty)
ジョージとレニーが来る以前に農場で働いていたが、ある日突然仕事をやめた。
カーリーの妻 (Curley's wife)
若く美しく、そして魅力的であり、物語に登場する唯一の女性。何時も男性の気を引こうとするため、カーリーにはいい顔をされない。もともと映画に出ることが夢だったが、母親の反対で夢を果たせなかった。カーリーの妻であるが母親の元を去るために結婚したため、カーリーのことを愛してはいない。
スリム (Slim)
農場の労働者のリーダー格。賢く落ち着きがあるため、周りからは頼りにされている。サラという名のメス犬を飼っている。
クルックス (Crooks)
幼少期、馬に蹴られたため背中の曲がった黒人。読書家。ボスやカーリーの妻から怒りの捌け口にされる毎日を送る。
カールソン (Carlson)
品が無く粗野な労働者。キャンディーの飼っていた犬を、持っていた銃で撃ち殺す。
ウィット (Whit)
労働者の一人で、ジョージとカードをしたりする。
ボス (The Boss)
農場の持ち主でカーリーの父親。労働者たちからは悪く思われていないが、クルックスには黒人であるがゆえの差別を辞さない。
クララ叔母さん (Aunt Clara)
レニーの叔母でレニーの恩人。彼女が死んだことにより、二人は一緒に農場を渡り歩くことになる。

## 主な訳書
- 『ハツカネズミと人間』 大浦暁生訳、新潮文庫、改版2016年
- 『ハツカネズミと人間』 齊藤昇訳、講談社文庫、2023年

## 映画化
- 廿日鼠と人間 (1939年の映画)
1939年にルイス・マイルストン監督、ロン・チェイニー・ジュニア、バージェス・メレディス主演で映画化されている。
- 二十日鼠と人間 (1992年の映画)
1992年には俳優のゲイリー・シニーズ監督・主演で映画化された。ジョン・マルコビッチ、 シェリリン・フェンなど出演。